# Onjon
Onjon ist eine französische Gemeinde mit 260 Einwohnern (Stand: 1. Januar 2022) im Département Aube in der Region Grand Est. Sie gehört zum Kanton Brienne-le-Château im Arrondissement Troyes. 
Nachbargemeinden sind Longsols im Norden, Pougy im Nordosten, Val-d’Auzon im Osten, Piney im Südosten, Rouilly-Sacey und Bouy-Luxembourg im Süden, Luyères im Westen sowie Charmont-sous-Barbuise und Avant-lès-Ramerupt im Nordwesten.

## Bevölkerungsentwicklung
| Jahr      | 1962 | 1968 | 1975 | 1982 | 1990 | 1999 | 2008 | 2019 |
| --------- | ---- | ---- | ---- | ---- | ---- | ---- | ---- | ---- |
| Einwohner | 328  | 248  | 245  | 228  | 232  | 240  | 243  | 258  |

## Sehenswürdigkeiten
- Hallenkirche Saint-Parres aus dem 16. Jahrhundert, seit 1987 Monument historique

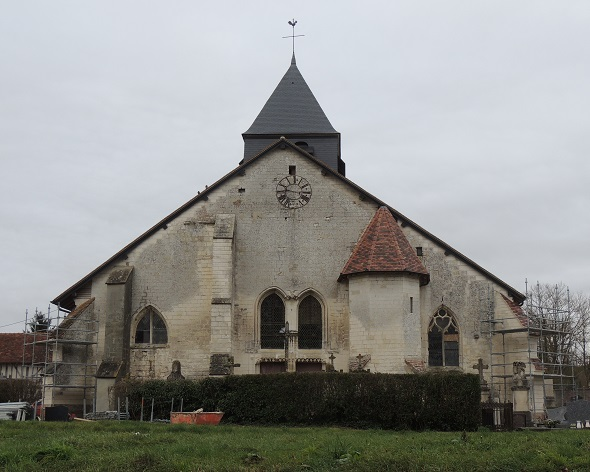
Hallenkirche